# La Victoria (Santa Rosa)
La Victoria, auch als Victoria bekannt, ist eine Ortschaft und eine Parroquia rural („ländliches Kirchspiel“) im Kanton Santa Rosa der ecuadorianischen Provinz El Oro. Die Parroquia besitzt eine Fläche von 70,7 km². Die Einwohnerzahl lag im Jahr 2010 bei 3187.

## Lage
Die Parroquia La Victoria reicht von den westlichen Ausläufern der Cordillera Occidental im Südwesten von Ecuador bis weit ins Küstentiefland hinein und dort bis auf eine Linie zwischen den Städten Pasaje und Santa Rosa. Der 21 m hoch gelegene Hauptort La Victoria befindet sich 14,5 km nordöstlich vom Kantonshauptort Santa Rosa. 1,5 km ostnordöstlich von La Victoria befindet sich die Kleinstadt Buenavista. Die Fernstraße E584A (Santa Rosa–Pasaje) führt an La Victoria vorbei.
Die Parroquia La Victoria grenzt im Norden an die Parroquia Buenavista (Kanton Pasaje), im Osten an das Municipio von Pasaje (ebenfalls im Kanton Pasaje), im äußersten Südosten an die Parroquia San Juan de Cerro Azul (Kanton Atahualpa), im Süden an die Parroquia Bellamaría, im Südwesten an das Municipio von Santa Rosa sowie im Nordwesten an die Parroquia El Retiro (Kanton Machala).

## Geschichte
Die Parroquia La Victoria wurde am 26. Februar 1891 gegründet.